# Storflotjärnarna (Fors socken, Jämtland, 698334-155656)
Storflotjärnarna är en sjö i Ragunda kommun i Jämtland och ingår i Ångermanälvens huvudavrinningsområde.